# Lepus coreanus
Lepus coreanus este o specie de mamifere din familia Leporidae. Este nativă în Peninsula Coreeană și în părțile învecinate din nord-estul Chinei. Uniunea Internațională pentru Conservarea Naturii a clasificat această specie ca fiind neamenințată cu dispariția.

## Taxonomie
Specia Lepus coreanus a fost descrisă de către Oldfield Thomas în anul 1892. Există alte cinci specii de iepuri propriu-ziși care se găsesc în estul Asiei: Lepus sinensis, iepurele alb (Lepus timidus), Lepus mandshuricus, Lepus brachyurus și iepurele Capului (Lepus capensis). În anul 1974, L. coreanus era considerată o subspecie a speciei L. brachyurus, iar în anul 1978 o subspecie a speciei L. sinensis. Totuși, un studiu al ADN-ului mitocondrial publicat în anul 2010 a arătat că L. coreanus este o specie separată. L. coreanus face parte din subgenul Eulagos și nu are nicio subspecie cunoscută.

## Răspândire și habitat
Lepus coreanus este nativă în Peninsula Coreeană și în Provincia Jilin din nord-estul Chinei. Este găsită pe câmpii, în crânguri și în regiuni muntoase. Densitatea populației de iepuri oscilează între niciun individ pe terenurile de coastă cultivate și circa 4 indivizi pe kilometru pătrat pe dealuri, până la circa 5 indivizi pe kilometru pătrat în munți. Un studiu din Parcul Național Jirisan din Coreea de Sud a descoperit că numărul de iepuri este direct proporțional cu gradul de acoperire cu arbuști.

## Conservare
Uniunea Internațională pentru Conservarea Naturii a clasificat Lepus coreanus în Lista Roșie a speciilor amenințate ca fiind o specie neamenințată cu dispariția, deoarece nu pare o specie amenințată în mod deosebit. A fost raportat faptul că această specie a distrus culturi de orz din provincia Gyeongsang de Sud și că a ros scoarța piersicilor, provocând moartea lor, în provincia Jeolla de Sud dar și în Coreea de Sud.
Ministerul Mediului din Coreea de Sud a numit această specie candidată pentru categoria „specii pe cale de dispariție”.